# Ben's Kid
Ben's Kid er en amerikansk stumfilm fra 1909 af Francis Boggs.

## Medvirkende
- Tom Santschi
- Harry Todd
- Roscoe 'Fatty' Arbuckle